# El Fedjoudj
El Fedjoudj (arabisch الفجوج) ist eine algerische Gemeinde in der Provinz Guelma mit 7473 Einwohnern. (Stand: 1998)

## Geographie
El Fedjoudj wird umgeben von Héliopolis im Osten und von Guelma und Ben Djarah im Süden.